# 竹原市立大乗小学校
竹原市立大乗小学校（たけはらしりつ おおのりしょうがっこう）は、広島県竹原市にある公立小学校である。

## 主な卒業生
- 田口侑治
  - 2020年東京パラリンピック・ゴールボール日本代表[1]

## 交通アクセス
- 西日本旅客鉄道（JR西日本）呉線大乗駅から徒歩5分。
- 国道185号から新開歩道橋交差点を南へ。電源開発株式会社J-powerグラウンド横。